# Coraje civil

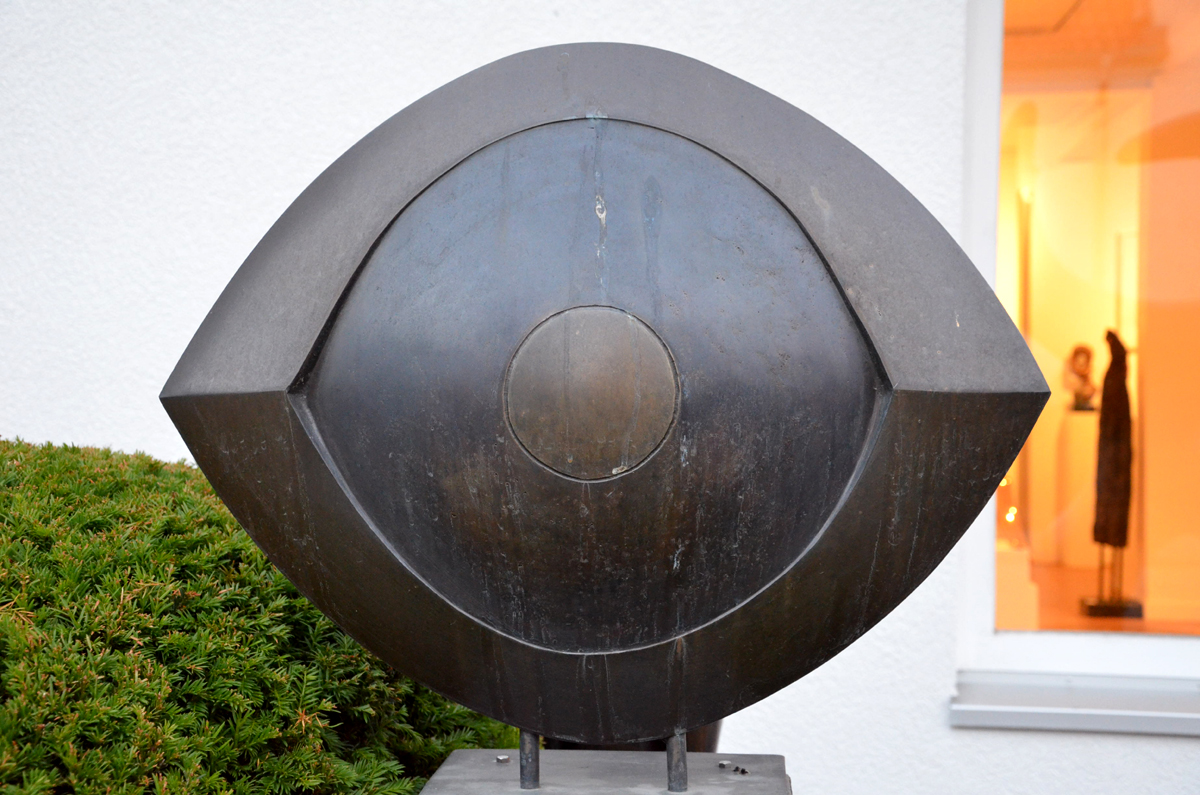
La ciudad de Laatzen otorga en su fiesta de Año Nuevo uno o más premios al coraje cívico. Para la estatuilla del premio se utilizó como modelo la escultura Ojo del escultor Wolfgang Mehl, creada tras un llamado a licitación del Círculo Artístico de Laatzen en 2006. El ojo simboliza el imperativo «No mires para otro lado...»

Coraje civil o coraje cívico es un concepto que se compone de las palabras «coraje» ('valor') y «civil» (del latín civilis, que significa 'civil' en el sentido de «no-militar» y 'cívico' en el sentido de «decente» o «aceptable»). El coraje civil implica la voluntad y la capacidad de dejar de lado la propia seguridad y comodidad en una situación desagradable o incluso amenazadora para defender una causa que se considera justa y actuar en consecuencia.

## Surgimiento del concepto
El término coraje civil se utilizó por primera vez en Francia en 1835, literalmente como courage civil y con el significado de valor del individuo para actuar según su propio juicio, más tarde (Le Gall, 1898) se utilizó como courage civique: coraje cívico.
El término alemán, Zivilcourage, que engloba ambos conceptos fue empleado en 1864 por Otto von Bismarck. La historia describe una escena en la que Bismarck le reprocha a un pariente el no haberlo apoyado en un debate del parlamento de Prusia. Se lo cita en las siguientes términos: 

El coraje en el campo de batalla es una virtud común entre nosotros, pero no será raro encontrar a personas muy respetables que carecen de coraje civil.
Bismark en: Von Keudell, Robert 1901 Fürst und Fürstin Bismarck. Erinnerungen aus den Jahren 1846 bis 1872, pp. 7–8

## Significado actual

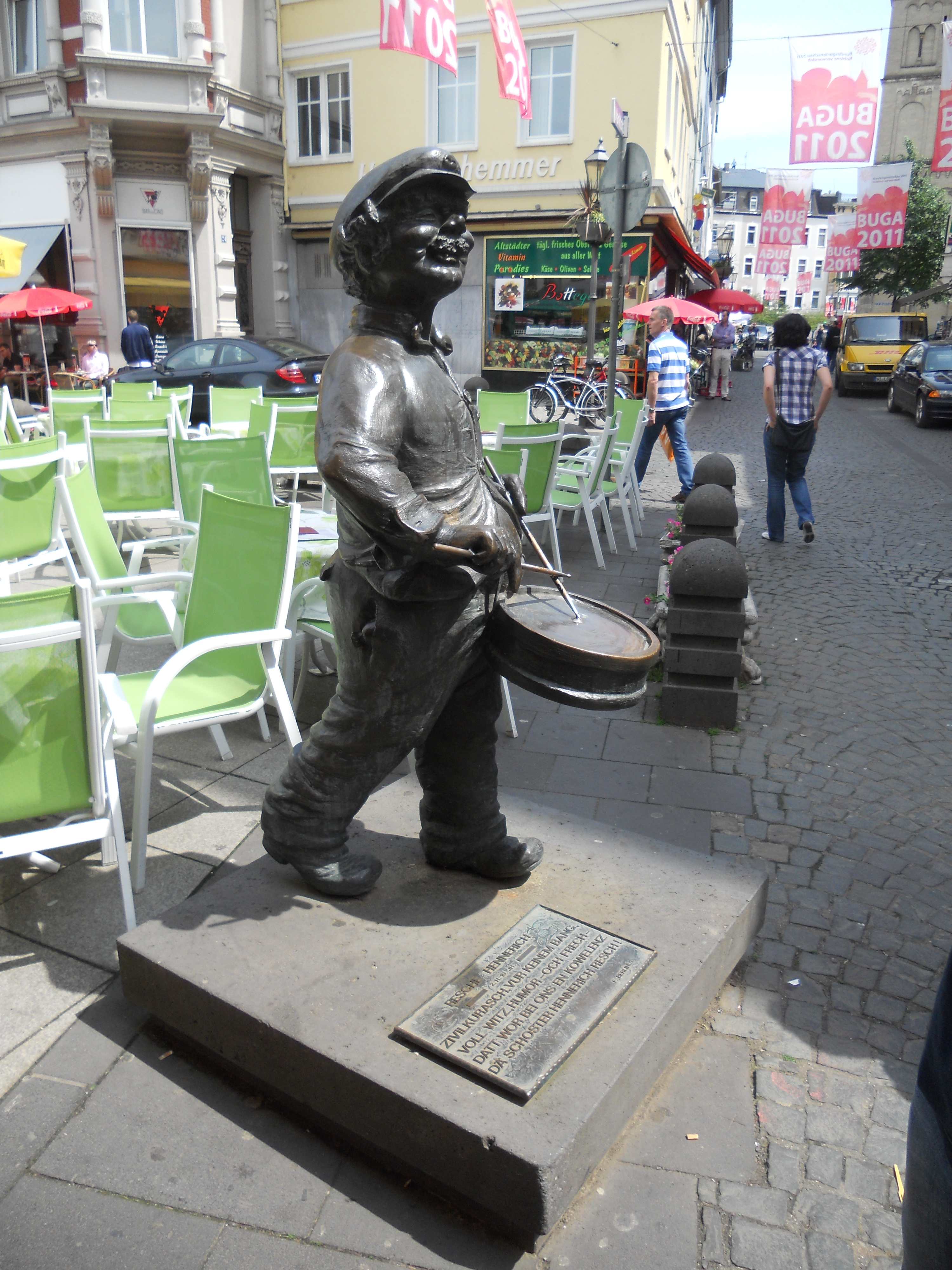
Zivilkurasch, monumento dedicado a Resche Hennerich en Coblenza

Según el politólogo Gerd Meyer de la Universidad de Tubinga el coraje civil (o el «coraje social» que tendría el mismo significado) es un tipo especial de actuación social responsable, no es una característica de una persona. Actuar con coraje social es algo que ocurre en situaciones en las que se transgreden las convicciones valóricas y normas sociales centrales (por ejemplo, la dignidad humana, los derechos humanos, la justicia, el manejo pacífico de conflictos entre ciudadanos) o se viola la integridad física o psíquica de una persona o de un grupo. Actúa con coraje civil quien, a pesar de las desventajas con las que se amenaza a su propia persona, individualmente –o más raramente, como miembro de un grupo– está dispuesto a salir en defensa de la protección de los valores humanos y morales, por la integridad de los legítimos intereses colectivos, primariamente no materiales y principalmente de otras personas, pero también de la propia persona que actúa.
El coraje civil a menudo se identifica con ayuda. Sin embargo, aunque la ayuda generalmente se asocia con coraje moral, esta relación no se da necesariamente al revés. Hay cuatro características centrales que distinguen al coraje civil de la ayuda, del altruismo o solidaridad, del coraje o de la valentía:
1. Existe un conflicto entre los que violan los valores y normas mencionadas más arriba y los que interceden a favor de su defensa.
2. Con mucha frecuencia existen riesgos que no se pueden determinar, es decir, la mayor parte de las veces el éxito de la acción de coraje civil es inseguro y quien actúa está dispuesto a asumir los costos en cuanto a desventajas personales.
3. El acto de coraje civil es público, es decir, por lo general hay más de dos personas presentes.
4. Existe un poder, real o subjetivamente percibido, y un desequilibrio de poder en desventaja del que quiere actuar con coraje civil, por ejemplo porque se encuentra en una situación de minorías y mayorías en un grupo o en una relación de subordinados y jefes, o bien en una situación de dependencia (que usualmente está asociada a una obligación de adaptarse).

Gerd Meyer distingue tres formas de la actuación con coraje civil:
1. Intervenir en beneficio de otros, generalmente en situaciones imprevistas en las que se debe decidir rápidamente lo que se hace.
2. Batallar –la mayor parte de las veces sin presión aguda para actuar– por los valores generales, por el derecho o los legítimos intereses de otros, sobre todo en contextos organizados e instituciones, como por ejemplo en la escuela o en el lugar de trabajo.
3. Defenderse, por ejemplo, contra ataques físicos, acoso laboral o injusticia; ser consecuente con sus convicciones, perseverar, mantenerse en sus afirmaciones; resistir, decir no, rehusar a la obediencia «por buenas razones».[1] Esto exige valor, puesto que aquel que muestra coraje civil tiene que contar con que posiblemente reciba sanciones por parte de las autoridades o de los representantes de las opiniones dominantes o de su entorno social (por ejemplo, la mayoría de un grupo). También se cuentan entre los que muestran coraje civil a los Whistleblower, que revelan las acciones ilegales o los actos éticamente ilegítimos perpetrados en perjuicio del bien común dentro de instituciones, empresas y administraciones.

## Investigaciones y análisis
El fenómeno ha sido estudiado científicamente desde la perspectiva de distintas disciplinas – en el ámbito germanoparlante y desde la perspectiva de la psicología social, entre otros por el grupo de investigación en torno a Dieter Frey (Múnich), por Peter Fischer y Tobias Greitemeyer como asimismo Veronika Brandstätter (Zúrich) y Kai J. Jonas (Ámsterdam), desde la perspectiva de la psicología política, últimamente de manera interdisciplinaria con el tema del valor y coraje civil en la vida cotidiana libre de violencia por Gerd Meyer (Tubinga). Además, en otras áreas aledañas hay investigaciones desde la perspectiva sociológica, entre otros de Peter Grottian, Bernd Kollek (violencia en el transporte público), Gunnar Heinsohn (sobre el efecto espectador ) como asimismo Pearl y Samuel Oliner y David Rosenhan (sobre personas no judías que ayudaron a salvar judíos).
Puede ser considerado como un caso especial de coraje civil político el comportamiento individual que representa un contramodelo a la conservación del poder por la disciplina partidista, como John F. Kennedy mostró de manera ejemplar en el comportamiento político de ocho senadores en su Profiles in Courage (1956) .

## Premios al coraje civil (selección)
- Premio al coraje (Couragepreis) de la ciudad de Laatzen.[2]
- Premio de Dachau al coraje civil
- Premio Estrongo Nachama al coraje civil y la tolerancia
- Premio Fritz Greinecker al coraje civil
- Premio Georg Leber al coraje civil de la IG Bauen-Agrar-Umwelt.
- Medalla de Hesse al coraje civil
- Premio Ian Karan al coraje civil, otorgado por el Polizeiverein de Hamburgo
- Premio Mutig
- Premio Paul Spiegel al coraje civil
- Premio de la fundación Solbach Freise
- Premio Ute Bock al coraje civil
- Premio XY al coraje civil

## Otros
La Oficina Policial de Prevención Criminal de los Estados Federales y de la Unión (ProPK) ha impulsado una «iniciativa para mayor coraje civil». Allí menciona seis «reglas para la emergencia»:
1. Actuar sin correr peligro – ayudo sin ponerme yo mismo en peligro.
2. Pedir colaboración – llamo a otros a que ayuden, activa y directamente.
3. Mirar de manera precisa – observo con exactitud y me fijo atentamente en las características de los hechores para recordarlas.
4. Buscar ayuda – LLamo al teléfono de emergencia
5. Atender a las víctimas – Me preocupo de las víctimas.
6. Ayudar como testigo – Me pongo a disposición como testigo.

Otras ocasiones de coraje civil pueden ser:
- Como Whistleblower, comunicar a otros una situación anómala. Esto puede implicar el peligro de ser identificado como remitente de la información (por ejemplo de una carta).
- Como periodista, hacer público un estado anómalo o de emergencia.